# Aneuretinae
Aneuretinae Emery, 1913 è una sottofamiglia di insetti imenotteri della famiglia Formicidae, cui appartiene una sola specie vivente, Aneuretus simoni.

## Tassonomia
La sottofamiglia Aneuretinae comprende 1 solo genere vivente e 9 fossili:
- † Aneuretellus Dlussky, 1988
- Aneuretus Emery, 1893
- † Britaneuretus Dlussky & Perfilieva, 2014
- † Burmomyrma Dlussky, 1996
- † Cananeuretus Engel & Grimaldi, 2005
- † Mianeuretus Carpenter, 1930
- † Napakimyrma LaPolla & Barden, 2018
- † Paraneuretus Wheeler, 1912
- † Protaneuretus Wheeler, 1915
- † Pityomyrmex Wheeler, 1915